# Stratiomys discaloides
Stratiomys discaloides is een vliegensoort uit de familie van de Stratiomyidae. De wetenschappelijke naam van de soort is voor het eerst geldig gepubliceerd in 1922 door Curran.